# William Broderick
William Denis Broderick (ur. 19 maja 1908, zm. 4 kwietnia 1946 w Belfaście) – irlandzki pływak z początków XX wieku, pierwszy reprezentant Irlandii w pływaniu na igrzyskach olimpijskich.
Broderick reprezentował Wolne Państwo Irlandzkie podczas IX Letnich Igrzyskach Olimpijskich w 1928 roku w Amsterdamie, gdzie wystartował w jednej konkurencji pływackiej. Na dystansie 400 metrów stylem dowolnym wystartował w ostatnim, szóstym wyścigu eliminacyjnym. Zajął w nim, z nieznanym czasem, ostatnie, czwarte miejsce, co oznaczało dla niego koniec rywalizacji.